# 仏陀 (交響曲)
交響曲『仏陀』（ぶっだ）は、日本の作曲家貴志康一が作曲した交響曲。ドイツ語の題名はSinfonie "Das Leben Buddhas"（仏陀の生涯）となっている。1934年11月18日、旧ベルリン・フィルハーモニーで催された日独協会主催の演奏会において、自作の交響組曲「日本スケッチ」や若干の管弦楽伴奏付歌曲とともに、貴志の指揮するベルリン・フィルハーモニー管弦楽団の演奏で初演された。日本初演は1984年9月13日、大阪のザ・シンフォニーホールで催された関西フィルハーモニー管弦楽団の第46回定期演奏会において、小松一彦の指揮で行われた。

## 概説
貴志は、仏教の信心が非常に深い家に育った。そのことが、後年作曲家となって釈迦をテーマとした音楽作品の作曲を考えさせた遠因であると思われる。1934年のベルリン留学時の夏に作曲されたと推測される。なお、この交響曲は変ホ短調で開始されるものの、主部は嬰ハ短調を基本としており、この交響曲の主調を変ホ短調とするのは誤りではないにしても適切とはいえない。後期ロマン派のこの時代にあっては、マーラーの交響曲に多々見られるように、一曲の交響曲が一つの調を基調とすることはきわめてまれであり、「交響曲第〇番〇調」というような古典派的な呼び方はもはや本質的に意義を成さないといえる。
演奏時間は40分~45分程度。

## 編成
- フルート2
- ピッコロ1
- オーボエ2
- クラリネット2
- バス・クラリネット1
- ファゴット2
- コントラファゴット1
- ホルン4
- トランペット3
- トロンボーン3
- テューバ1
- ティンパニ
- 打楽器奏者2（シンバル、タムタム、バスドラム、スネアドラム、ウッドブロック、むちなど多数が割り当てられている）
- ハープ2
- 弦五部
  - 第一ヴァイオリン
  - 第二ヴァイオリン
  - ヴィオラ
  - チェロ
  - コントラバス

管弦楽法の巧みさ（特に打楽器群の巧みな使用）もさることながら、特筆すべきは弦楽器群のパートが、貴志がヴァイオリニストだったこともあり、極めて美しく書かれている点である。

## 楽章構成
ベルリン・フィルでの初演の貴志康一による解説によると仏陀の生涯をテーマに「アジア独自の精神的土壌をありありと描写」した交響曲。

### 第1楽章
Molto sostenuto - Allegro　4/4拍子「アジアの果てしない広がり・真実を照らし出す仏陀」
明快なソナタ形式をとる。Molto sostenutoの序奏は、第一主題の調である嬰ハ短調の同主調である変ニ長調のII度調（IIの和音、すなわち変ホ－変ト－変ロを主和音とする短調）で開始される。最初、銅鑼の重々しい打撃で開始され、変ホ―ニの固執低音（バッソ・オスティナート）が低音楽器で繰り返される。ホルンが序奏主題と呼べる主題を奏し、バス・クラリネットもそれに呼応する。クラリネットが全音音階的なスケールを奏する。主部への移行部は、嬰ハ短調の属調たる嬰ト短調となり、しだいにテンポが増し、Allegroの主部に入る（この序奏部から主部への調性の変化は、変ホ短調→嬰ト短調→嬰ハ短調となり、主調たる嬰ハ短調を中心に分析すると、嬰ハ短調の同主長調変ニ長調のIIに始まり、続いて嬰ハ短調および変ニ長調共通の属和音Vに進行し、それが嬰ハ短調のIに解決する、というS-D-Tのカデンツのモデルを拡大したものであり、貴志の工夫のみられる部分である）。
提示部に入ると、まず弦楽器群の総奏で第1主題が提示される。きわめて勇壮な主題であり、印象的である。第1主題は嬰ハ短調で提示されるが、主題は属調である嬰ト短調で半終止する。そこから主題の確保となり、金管楽器を加えて発展する。すると、突然金管楽器と弦楽器が沈黙し、オーボエが優美な副次主題を奏する。その主題は弦楽器群に受け継がれ、長調に転じたのち、第2主題を引き出す。
第2主題は独奏ヴァイオリンと独奏チェロの掛け合いによる極めて美しいもの。これが終止すると、銅鑼が再び鳴り、冒頭の序奏が再帰する。
展開部は主に第1主題を展開材料とする。さまざまな調を経て、途中に副次主題の再帰があり、最高潮に達する。その後、第1主題は弦楽器群によって対位法的に処理され、それが終わると再び序奏が回帰する。
再現部は提示部とほぼ同じ様相を呈し、第1主題、副次主題、第2主題がこの順番通りに再現され、冒頭の序奏が再び回帰し、ピアニッシモの中で楽章を閉じる。

### 第2楽章
Andante　4/4拍子「気高く慈悲深い麻耶夫人」
明快な三部形式をとる。第一部はロ長調とその平行調の嬰ト短調が交錯する。弦楽器群のピチカートに乗って、フルートが極めて日本的で抒情性豊かな主題を奏し、続いて独奏ヴァイオリンがその主題を引き継ぐ。さらにチェロや、クラリネットの独奏が現れ、弦楽器群を加えて発展してゆく。この部分の弦楽器群の瑞々しい旋律線はきわめて印象的で、メロディーメーカー貴志康一の面目躍如たる美しい音楽である。この部分でさまざまの転調がなされ、音楽は経過楽句の如くさまざまな調を経て、最終的に変ホ長調に移るが、弦楽器群の旋律を断ち切るように金管楽器群の重々しい響きがなり、音楽は嬰ト短調に急激に転調し、そこから次第に音楽が落ち着いてゆき（弦楽器群を中心とした経過楽句的な部分から、この部分までを中間部と見なし得る）、冒頭の主題がハープとフルートによって再現され、第一部をほぼ忠実に再現したあと、楽章を終結に導く。

### 第3楽章
Vivace　6/8拍子「地獄での受難と苦しみ」
複合三部形式のスケルツォ。銅鑼の打撃に始まる重苦しい序奏の後、ファゴットがポール・デュカスの交響詩『魔法使いの弟子』の主題に類似した主題を奏し、それが対位法的に発展してゆく。

### 第4楽章
Adagio　4/4拍子「涅槃に入り変容する仏陀」
荘重なアダージョ。チェロとコントラバスで奏される重々しい主題で開始され、金管楽器群のコラールがクライマックスを形作る。

## 未完の構想
貴志は当初、この交響曲と同じテーマの7楽章構成の作品の構想をしており、作曲されることはなかったが、構想として残されたそれぞれの楽章についてのメモが遺されている。
- 第1楽章「印度“父”」
- 第2楽章「ガンジスのほとり“母”」
- 第3楽章「釈尊誕生“人類の歓喜”」
- 第4楽章「摩耶夫人の死」
- 第5楽章「生老病死“青春時代”」
- 第6楽章「出家を決心す」
第5・6楽章については「初めはオーボエまたはクラリネットでインド風のメロディーが面白いリズムの上にえがく。コーダの如く最後の深遠な和音で出家の決心を表す」という作曲者のメモがある。
- 第7楽章「成道偈」
第7楽章については「ワーグナーの〈タンホイザー序曲〉の最後の如く力強く」という作曲者のメモがある。

## 録音
- いずれも小松一彦の指揮による。
  - 関西フィルハーモニー管弦楽団（1985年）　ビクター　PRC-30435（日本初演時のライヴ録音。LP）
  - 東京都交響楽団（1987年）　ビクター　VDC-1180（東京初演時のライヴ録音）
  - サンクトペテルブルク交響楽団（1994年）　ビクター　VICC-155（ロシア初演時のライヴ録音）
  - 大阪フィルハーモニー交響楽団（2009年）　KK-Ushi KSHKO-27（指揮者によるプレトークも収録されている）

## 出版
楽譜については長らく甲南学園の貴志康一記念室より筆写譜をレンタルする以外に入手する方法がなかったが、2015年より同記念室及び甲南大学生活協同組合を通じて印刷譜のポケットスコアが購入できるようになった	。なお、指揮者用大判総譜及びパート譜の出版はいまだなされず、従来通り貴志康一記念室よりレンタルできる。

## 参考資料
- 毛利アーカイヴス - ウェイバックマシン（2003年4月6日アーカイブ分）
- 日下徳一「貴志康一―よみがえる夭折の天才」2001年　音楽之友社